# Guillaume Bouzignac
Guillaume Bouzignac (ur. ok. 1587 w Saint-Nazaire-d’Aude koło Narbony, zm. ok. 1643) – francuski kompozytor epoki baroku.

## Życiorys
Jako chłopiec był chórzystą w katedrze w Narbonie. Od 1609 roku prowadził chór przy katedrze w Grenoble. W późniejszych latach służył jako muzyk na różnych dworach, m.in. w Angoulême, Rodez, Tours i przypuszczalnie Carcassonne. Za życia był wysoko ceniony m.in. przez Marina Mersenne i Annibala Ganteza.
Napisał 3 msze, Te Deum, opracowania psalmów, liczne motety. Wiele z utworów Bouzignaca zachowało się w rękopisach anonimowo, badacze zidentyfikowali je jednak z dużą pewnością jako jego autorstwa. Jako jeden z pierwszych kompozytorów francuskich sięgał w swojej twórczości po włoski styl koncertowy, wprowadził także do utworów sakralnych dialogowanie głosu solowego z chórem i dialogowanie dwóch chórów.